# Powiat Kayabe
Powiat Kayabe (jap. 茅部郡 Kayabe-gun) – powiat w Japonii, w prefekturze Hokkaido, w podprefekturze Oshima. W 2024 roku liczył 16 893 mieszkańców.

## Miejscowości
- Mori
- Shikabe